# Tentaculata
I Tentaculati (Tentaculata) è la classe degli Ctenophora che comprende animali con lunghi tentacoli ramificati, associati o meno ad una tasca nella quale possono essere retratti.
Alcune specie con i tentacoli primari atrofizzati, hanno sviluppato dei tentacoli secondari più corti. I tentacoli portano colloblasti, differenti dalle cnidocisti tipiche degli cnidari. Sono cellule adesive che stanno immediatamente sotto l'epidermide, raccolte a spirale, che non emettono nessuna tossina, ma sono utili per catturare le prede o per fissarsi ai substrati.